# Manzarek-Krieger
Manzarek-Krieger foi uma banda de rock, dos Estados Unidos, formada por Ray Manzarek e Robby Krieger, antigos membros dos The Doors. Actuaram também sob os nomes de The Doors of the 21st Century, D21C e Riders on the Storm mas, devido a vários problemas legais, terminaram por adoptar os apelidos dos fundadores da banda. O grupo tocava unicamente temas dos Doors.

## História
O grupo formou-se em 2002, quando dois dos membros dos "The Doors" se reuniram para cantar temas da sua antiga banda. A 3 de Setembro de 2002 deram o primeiro concerto na House of Blues, em Los Angeles, com o nome de "The Doors of the 21st Century" ou D21C. Foi também anunciado que contariam com a presença do seu antigo baterista, John Densmore, que por motivos de saúde, desistiu do projecto. Contaram com a colaboração  de Stewart Copeland (The Police), Ty Dennis e Angelo Barbera.
Devido a problemas legais, por ordem do Supremo Tribunal da Califórnia, perderam o direito a usar o nome "Doors" sem o expresso consentimento do antigo baterista, Densmore, e da família de Jim Morrison. Em Julho de 2005, passaram a chamar-se "D21C" mas logo mudaram para "Riders of the Storm", título de um dos temas de culto dos "The Doors". Em 2006, o baixista deixou a banda e foi substitído por Phil Chen, em 2007. Nesse mesmo ano, Ian Astbury (The Cult), abandona a banda para ir de digressão com o seu antigo grupo e é substituído por Brett Scallion (Fuel. Em 2010, resolvem mudar novamente o nome da formação para "Manzarek-Krieger", sai Brett e entra Mili Matijevic (Steelheart) como vocalista.

## Membros
- Robby Krieger - guitarrista, vocalista (2002–2013)
- Miljenko Matijević - vocalista principal (2010-2013)
- Phil Chen - baixista (2004–2013)
- Ty Dennis - baterista (2003–2013)
- Ray Manzarek - teclado, vocalista (2002–2013)
- Stewart Copeland - baterista (2002–2003)
- Angelo Barbera - baixista (2002–2004)
- Ian Astbury - vocalista (2002–2007)
- Brett Scallions - vocalista (2007–2010)